# Bank One Corporation

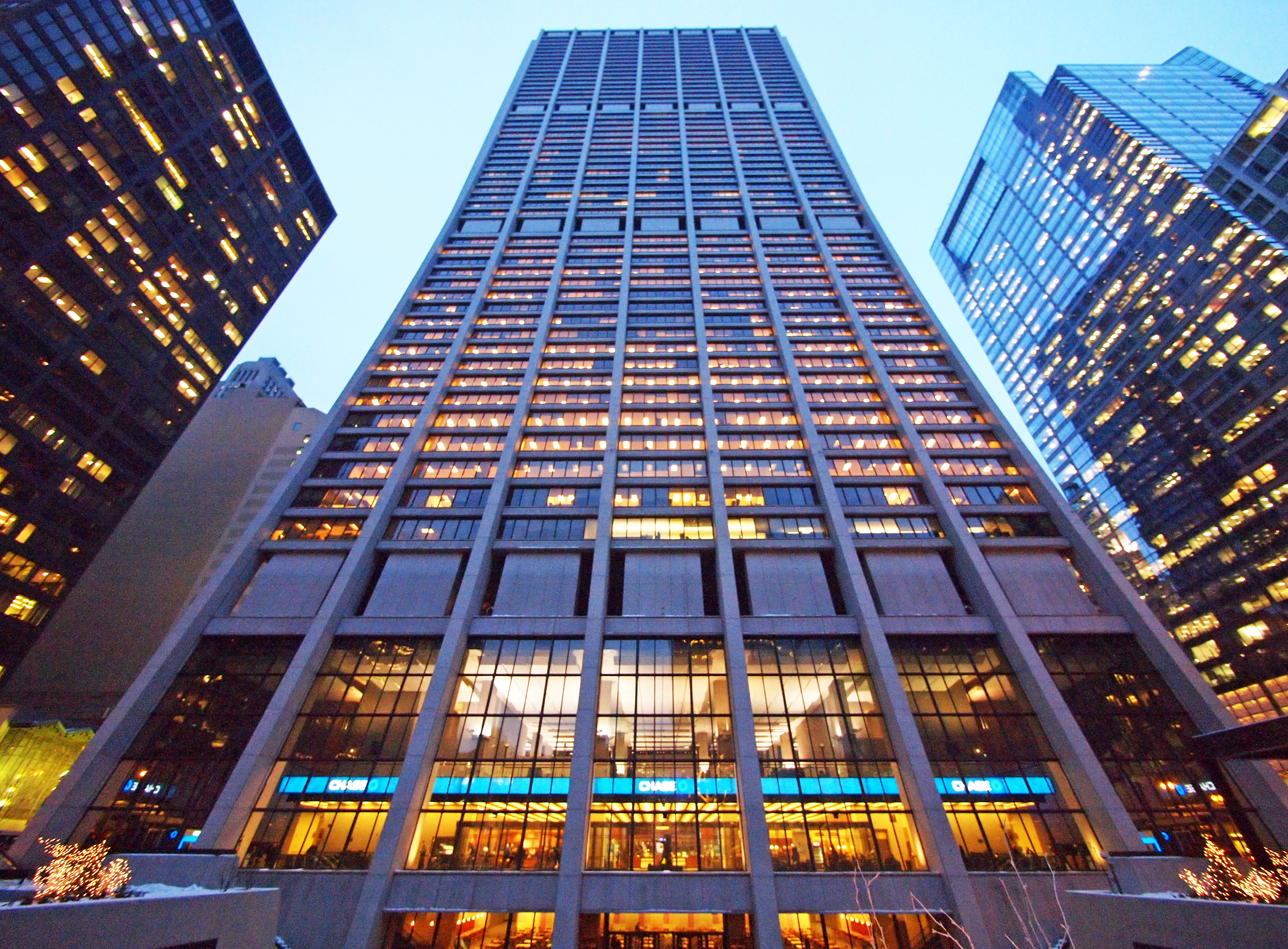
Der heutige Chase Tower in Chicago

Die Bank One Corporation war temporär die fünftgrößte Bank der Vereinigten Staaten, deren Aktien an der NYSE gehandelt wurden. Der direkte Ursprung der Bank One liegt in der First Banc Group, die 1968 als Holdinggesellschaft für die ältere City National Bank aus Columbus gegründet wurde und noch im selben Jahr die Farmers Savings & Trust Company aus Mansfield übernahm. Damals verbot die Rechtsprechung Ohios die Fusion von Banken über die Countygrenzen hinweg, erlaubte allerdings Dachgesellschaften den Besitz von mehreren eigenständigen Banken innerhalb des Gebiets des Bundesstaates. Außerdem war es Holdings nicht erlaubt, das Wort „Bank“ in ihrem Namen zu führen, weshalb die orthographisch falsche Schreibweise „First Banc Group“ als Firma gewählt wurde. Im Oktober 1979 wurde die First Banc Group in Banc One Corporation umbenannt und jede Mitgliedsbank erhielt den Namen Bank One mit einem geographischen Zusatz für ihr jeweiliges Operationsgebiet. In den folgenden Jahren und Jahrzehnten wurde das Operationsgebiet der Banc One Corp. auf weitere Bundesstaaten ausgedehnt. 1998 übernahm die Banc One Corporation die First Chicago NBD aus Illinois. Die neuentstandene Bank benannte sich in Bank One Corporation um und verlegte ihren Sitz in das First National Plaza-Gebäude in Chicago, das daraufhin in „Bank One Tower“ umbenannt wurde. Im Juli 2004 wurde die Bank One Corporation in einer der größten Unternehmensübernahmen der 2000er Jahre für 59 Milliarden US-Dollar von JPMorgan Chase übernommen und der damalige Geschäftsführer von Bank One, James Dimon, übernahm den Posten des CEO bei JPMorgan Chase.